# NGC 908
NGC 908  هي مجرة حلزونية تقع في كوكبة قيطس (كوكبة). تبعد حوالي 60 مليون سنة ضوئية من الأرض. وقد تم تشكيل نجمه قوية وهي مجرة انفجار نجمي. المجرة لديها ثلاثة أنماط . الانتفاخ المركزي للمجرة هو مشرق ويمكن رؤية مجموعة من النجوم الشباب والنجم على شكل عقدة. نشاط النجمي والتشكل الغريب للمجرة أشار إلى أن له لقاء وثيق مع مجرة أخرى على الرغم من أن لا شيء مرئيا الآن. تم اكتشافه في عام 1786 من قبل ويليام هيرشل. وقد لوحظ مستعر أعظم عام 1994 (Ic type, mag. 17) وعام 2006 (Ia type, mag. 12.4) وهي المجرة الرئيسية في مجموعة NGC 908 والتي تشمل أيضا NGC 899
و NGC 907 و IC 223.

## وصلات خارجية
- NGC 908 على موقع ويكي سكاي: DSS2, SDSS, GALEX, IRAS, Hydrogen α, X-Ray, Astrophoto, Sky Map, Articles and images